# Renodes liturata
Renodes liturata là một loài bướm đêm trong họ Erebidae.